# Strabomantis laticorpus
Espèce
Synonymes
- Eleutherodactylus laticorpus Myers & Lynch, 1997

Statut de conservation UICN

 DD : Données insuffisantes
Strabomantis laticorpus est une espèce d'amphibiens de la famille des Craugastoridae.

## Répartition
Cette espèce est endémique de la province de Darién au Panama. Elle se rencontre entre 1 450 et 1 630 m d'altitude dans les Cerro Tacarcuna et Cerro Mali. 
Sa présence est incertaine en Colombie.

## Description
La femelle holotype mesure 40 mm et le mâle paratype 30 mm.

## Publication originale
- Myers & Lynch, 1997 : Eleutherodactylus laticorpus, a peculiar new frog from the Cerro Tacarcuna area, Panamanian-Colombian frontier. American Museum Novitates, no 3196, p. 1-12 (texte intégral).